# R4D-Nunatak
Der R4D-Nunatak ist ein 1980 m hoher Nunatak im ostantarktischen Viktorialand. Er ragt 3 km östlich des Burkett-Nunatak am südöstlichen Ende der Monument-Nunatakker auf.
Die Nordgruppe einer von 1962 bis 1963 durchgeführten Kampagne im Rahmen der New Zealand Geological Survey Antarctic Expedition nahm die Benennung vor. Namensgeber ist ein Flugzeug vom Typ R4D Dakota, das die United States Navy zur logistischen Unterstützung der Nordgruppe von der Scott Base aus eingesetzt hatte.